# 이주영 (2002년)
이주영(2002년 11월 28일 ~ )는 대한민국의 축구 선수로, 포지션은 미드필더이다. 현재 K리그2 충북 청주 FC 소속이다.